# Petnjica (Šavnik)
Pour les articles homonymes, voir Petnjica.
Petnjica (en serbe cyrillique : Петњица) est un village du centre-ouest du Monténégro, dans la municipalité de Šavnik.

## Démographie

### Évolution historique de la population
| 1948 | 1953 | 1961 | 1971 | 1981 | 1991 | 2003 |
| ---- | ---- | ---- | ---- | ---- | ---- | ---- |
| 121  | 147  | 85   | 98   | 55   | 47   | 36   |

## Personnalité
Radovan Karadžić est né à Petnjica.